# Jefferson Davis Parish
Jefferson Davis Parish (franska: Paroisse de Jefferson Davis) är ett administrativt område, parish, i delstaten Louisiana, USA. År 2010 hade området 31 594 invånare. Administrativ huvudort är Jennings.

## Geografi
Enligt United States Census Bureau har countyt en total area på 1 706 km². 1 689 av den arean är land och 16 km² är vatten.  

### Angränsande områden
- Allen Parish - norr
- Evangeline Parish - nordost
- Acadia Parish - öster
- Vermilion Parish - sydost
- Cameron Parish - söder
- Calcasieu Parish - väster
- Beauregard Parish - nordväst